# Roeselia lignaria
Roeselia lignaria är en fjärilsart som beskrevs av Rothschild 1913. Roeselia lignaria ingår i släktet Roeselia och familjen trågspinnare. Inga underarter finns listade.